# Цветанка Еленкова
Цветанка Еленкова е българска поетеса и преводачка.

## Биография
Цветанка Еленкова е родена в София през 1968 г. Бакалавър по икономика на Университета за национално и световно стопанство (1991) и магистър по богословие на Богословския факултет на Софийския университет „Св. Климент Охридски“ (2018).
Публикувала е в престижни издания за литература и култура като Goma de borrar (Аржентина); International Literary Quarterly, Modern Poetry in Translation, Orient Express, Poetry Review, New Humanist и Poem (Великобритания); Anti, Athens News, Balkan Reporter, E-Poema, Helios, Poetix, Temata Logotehnias и The Books' Journal (Гърция); Luzes (Испания); Ilantron (Кипър); Наше писмо (Северна Македония); La Otra, Posdata и Vida Universitaria (Мексико); Absinthe, Zoland и The Massachusetts Review (САЩ); Златна греда, Квартал, Книжевне новине, Книжевни магазин, Матица Српска, Mejay и Polja (Сърбия); Cumhuriyet и Siirden (Турция); Potjah 76 (Украйна); Autre Sud и Europe (Франция); Libra Libera (Хърватия); Aerea (Чили).
Нейни стихотворения са публикувани в престижните антологии And There Will Be Singing (60-та годишнина на сп. Масачузетс Ревю) и Happiness: The Delight-Tree (Антология на ЮНЕСКО).
Книгата ѝ „Седмият жест“ (2005) има издания в Англия от „Shearsman Books“, в Испания от „Vaso Roto", в Сърбия от „Повеля“ и във Франция от „Tertium Editions“. Книгата ѝ „Изкривяване“ (2011) има издания в САЩ от „Tebot Bach“ и във Франция от „Corps Puce“.
Била е гост на международни фестивали: Чортановци (Сърбия), Виленица (Словения) (2008), Поетека (Албания) (2009), Тинос (Гърция) (2010), Струга (Северна Македония), Лодев (Франция), Истанбул (Турция) и Омнибус (Германия).
Работила е като редактор на списанията „Ах, Мария“, „Европа 2001“ и „Хелиос“ (Гърция).
Превежда от английски, гръцки и македонски. Преводач е на антологията „Късмет“ със стихотворения от Реймънд Карвър, на стихосбирки от Богомил Гюзел, Фиона Сампсън и Джонатан Дън, както и на редица гръцки поети в литературния печат – Ангелос Сикелянос, Такис Синопулос, Никос Карузос и др. Преводът ѝ на четирима средновековни индийски поети „Слова за Шива“ (2000) е номиниран за Националната литературна награда „Христо Г. Данов“. Сред превежданиете от нея съвременни автори са и испаноезичните Розалия де Кастро, Лоис Перейро, Мануел Ривас и Чус Пато.
Тя е съставител и редактор на антологията от осемнадесет съвременни български поети „На края на света: Съвременна поезия от България“ за английското издателство „Шиърсмън Буукс“.
Съуправител е на издателство „Смол Стейшънс Прес“.
Умира в София на 5 ноември 2023 г.

## Творчество
Цветанка Еленкова е автор на шест стихосбирки и две книги с есета. Тя е измежду най-превежданите български автори в чужбина. Книгата ѝ „Седмият жест“ е излизала в Англия, Испания, Сърбия и Франция, а „Изкривяване“ в Англия (второ издание), САЩ и Франция. През 2022 г. печели Английската ПЕН награда за стихосбирката ѝ „Увеличение четиридесет“. За нейните стихотворения има множество положителни рецензии в България и чужбина. В чужбина поезията ѝ е определяна като „поетическо уравнение“ (Джон Тейлър, Абсинт), „кинематографско преживяване“ (Сарада Субриън, МРТ), „калейдоскоп от анекдоти, образност и домашна мъдрост“ (Сара Краун, Поетри Ревю), „пътепис в стихове“ (Мича Вуичич, Йелоу Каб), „вертикалната памет на човешкия епидермис“ (Карлос Оливарес, Ла Разон), като особено се набляга на възвисеността и чистотата на мислите, на имагинерната чувствителност, на метафизичния смисъл и същественото място, което поетесата отдава на смъртта, религията и ероса. В своя предговор пък към испанското издание на „Седмият жест“ галисийският писател и поет Мануел Ривас определя стиховете ѝ като пророчески, а авторката ситуира в „епицентъра на творческия трус, там където сюрреалистите откриха, че се сливат противоположностите“ (Портал Култура, прев. Лиляна Табакова). Българските критици пишат за „дежа-вю“ в нейната поезия, „където вече преживяното и наново възприетото се срещат“ (проф. Милена Кирова, Литернет), за „метафизиката под повърхността, красивия ред на света по-дълбоко от погледа“ (Марин Бодаков, в-к Култура), за „силните шифри в нейната поезия, заложени от майстор с богословско образование“ (Патриция Николова, сп. Съвременник), за „писане, тактилно като тяло, летливо като дихание“ (Кристина Йорданова, Предговор към „Седмият жест II“). Поетесата е определяна като „глас на любовта към света, жонглиращ с научните термини“ (Мая Горчева, сп. Море) и като автор на „най-своевременната съвременна българска християнска поезия“ (Марин Бодаков, в-к Култура).

## Награди
- Номинация за Националната награда „Христо Г. Данов“ (2000) за превода на антологията „Слова за Шива“
- Номинация за Националната награда за поезия „Иван Николов“ (2011) за стихосбирката „Изкривяване“[7]
- Носител на Националната награда „Дъбът на Пенчо“ (2019) за поетическо творчество[8][9]
- Номинация за Националната награда за поезия „Николай Кънчев“ (2019) за стихосбирката „Седмият жест II“[10]
- Номинация за Националната награда за поезия „Иван Николов“ (2019) за стихосбирката „Седмият жест II“[11]
- Носител на Наградата на Английския ПЕН (2022) за стихосбирката „Увеличение четиридесет“[12]